# Kamio Micuomi
Kamio Micuomi (Sinano prefektúra, 1856. február 27. – Tokió, 1927. február 6.) japán katonatiszt, tábornok, a Csingtao ostromában részt vevő japán egységek parancsnoka.

## Élete
Micuomi tábornok 1856. február 27-én született a japánbeli Sinano prefektúrában. Korán katonai pályára lépett. Részt vett a Bosin-háborúban a Császári hadsereg katonájaként. 1892–1894. között Kínában a japánok katonai attaséja, majd az első kínai–japán háború során törzstiszt a Második hadseregnél.
A háború után különböző egységeket irányított. A hadsereg 3. ezredének volt a parancsnoka, majd az 1. és a 10. hadosztály vezérkari főnöke volt. Az első világháború kitöréséig további más egységeket is vezetett. A háború kitörésével a németek által a kínaiaktól 99 évre kibérelt Csingtaó ellen küldött hadsereg vezetésével bízták meg. A hadsereg összesen 23 000 embert számolt és további 142 löveggel rendelkezett. Az ostromot 1914. szeptember 2-án indította meg a város ellen, amelyet 4000 fős német helyőrség védelmezett. Kamio remekül vezette az ostromot, tüzérségi taktikájával sikeresen támogatta a gyalogságot. Nemsokára a japánok mellé 1500 fő angol gyalogság is érkezett. Kamio Csingtaót november 7-én foglalta el, két hónapnyi ostromot követően.
A győzelmet követően az elfoglalt város kormányzója, később a tokiói helyőrség parancsnoka lett. 1925-ben vonult nyugdíjba. Két évvel rá, 1927. február 6-án halt meg Tokióban. Szolgálata során számos kitüntetés mellett megkapta a Felkelő Nap érdemrendet.